# تشارلز ويلوبي
تشارلز ويلوبي هو سياسي كندي، ولد في 30 مارس 1894 في إنيسفيل في كندا، وتوفي في 5 سبتمبر 1995 في كاملوبس في كندا. حزبياً، نشط في الحزب الكندي التقدمي المحافظ. وقد انتخب عضو مجلس العموم الكندي.